# Giornale per i bambini

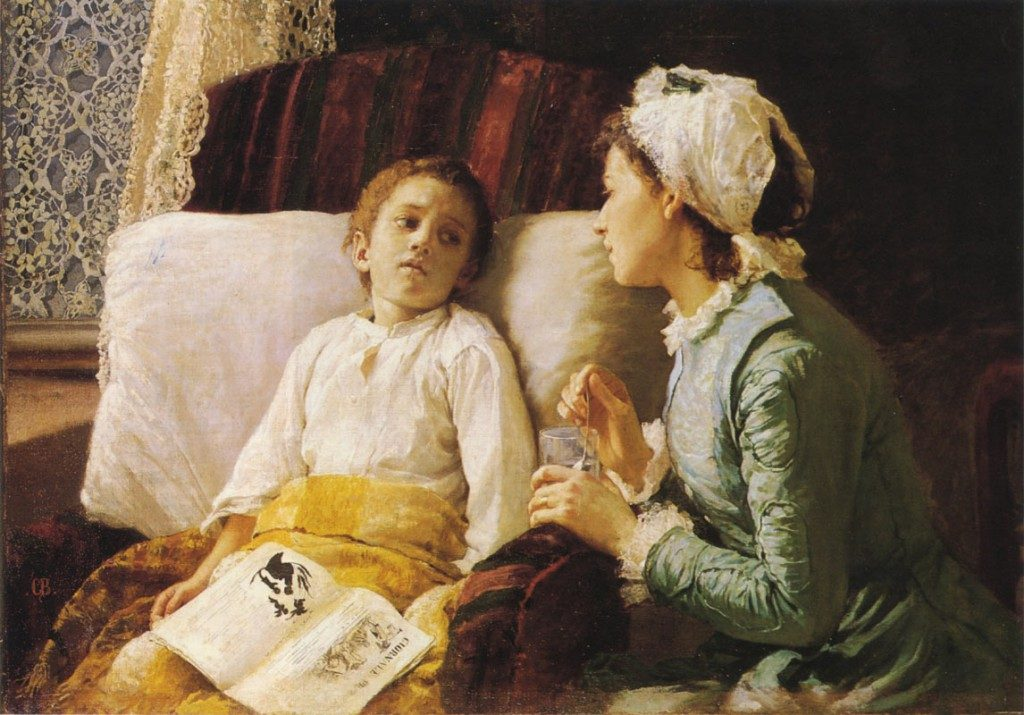
Nel dipinto Il malatino di Cecrope Barilli (1882 circa) il piccolo malato sta leggendo il Giornale per i bambini

Il Giornale per i Bambini fu un periodico italiano pubblicato in Italia dal 7 luglio 1881 al giugno 1889.
Il giornale, fondato e ideato da Ernesto Emanuele Oblieght, fu diretto inizialmente da Ferdinando Martini. A lui seguirà dall'aprile 1883 Carlo Lorenzini, autore de Le avventure di Pinocchio, che proprio nel Giornale per i bambini pubblicò a puntate dal 1881 al 1883,  quando prenderà forma di libro. A partire dal 1881 Ida Baccini fu tra le prime e più assidue collaboratrici del giornale.